# 与座岳航空通信施設
与座岳航空通信施設（よざだけこうくうつうしんしせつ、英語: Yozadake Air Station）は、沖縄県糸満市と八重瀬町にあったアメリカ軍基地。1976年に全返還され、航空自衛隊与座分屯基地に移管され、その他の地所はゴルフ場として利用されている。

## 概要
与座岳航空通信施設は、糸満市側の施設と、そこから軍道でつながる富盛側のアンテナ施設がある。
- 名称: 与座岳航空通信施設（Yozadake Air Station）
- 場所: 糸満市、八重瀬町（旧東風平村、旧具志頭村）

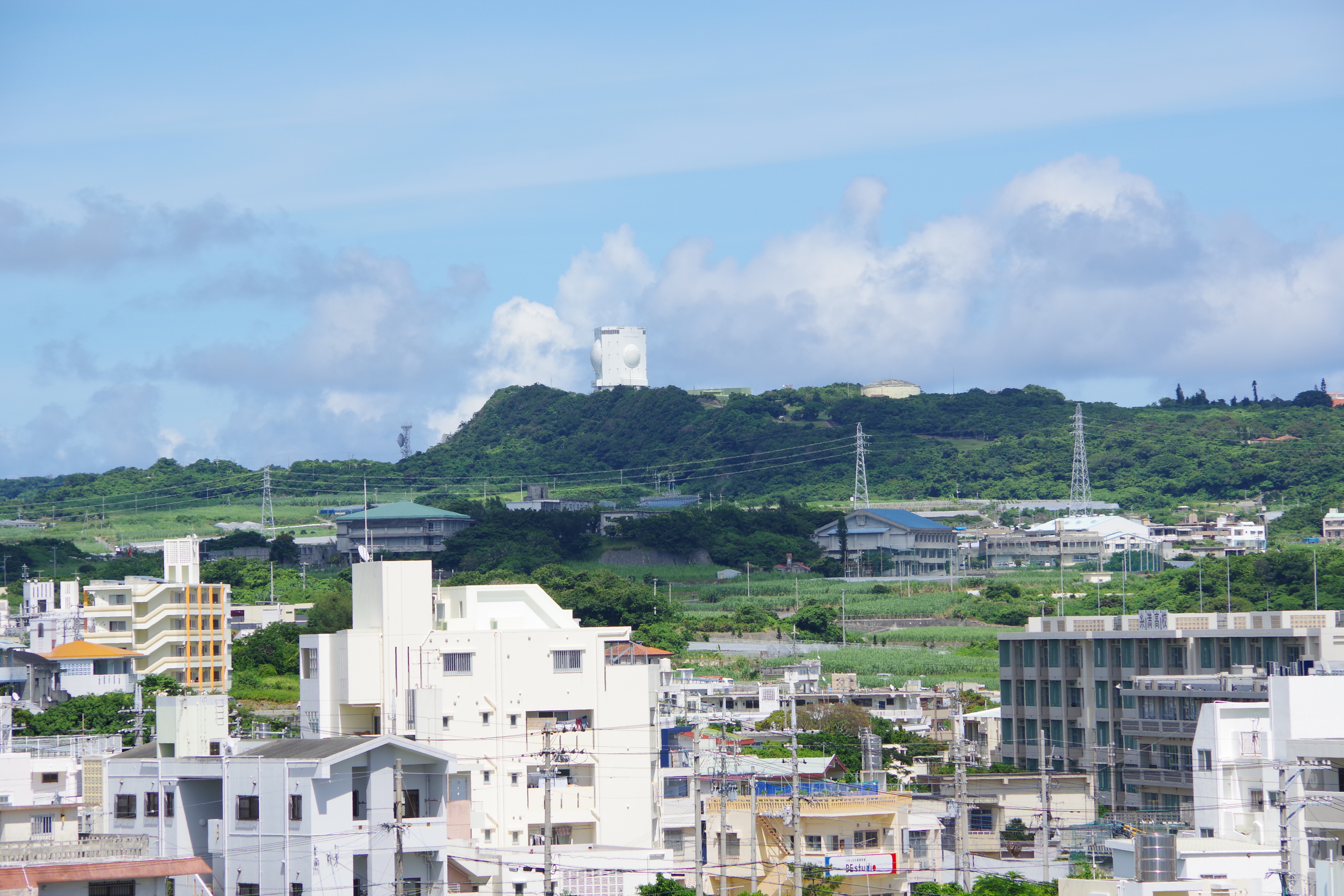
山巓毛公園から望む与座岳

- 面積: 約258,900 ㎡[1]
  - 糸満市: 228,000 ㎡
  - 旧東風平村: 41,000 ㎡
  - 旧具志頭村:
- 使用目的: 航空警戒管制サイト

## 歴史
同地は琉球石灰岩台地の与座・八重瀬岳の丘陵にあり、1945年の沖縄戦では日本軍の最終防衛線として激戦地となった。
1952年、アメリカ軍は高嶺村の与座岳とその周辺を接収し、鹿児島県沖永良部島と久米島及び宮古島の三つの通信基地を結ぶ中継基地の建設を計画。
1958年、アメリカ軍により利用開始される。
1972年11月2日、3,000 ㎡返還される。
1973年3月31日、156,000 ㎡返還される。
1976年6月30日 全部返還。

## 与座ガーの接収
与座ガーは与座岳航空通信施設の北側、糸満市与座集落の西側にあり、与座岳や八重瀬の琉球石灰岩を通して1日2,500トンの湧き水が流れ、昔から与座の人々の貴重な飲み水を提供してきた。今も旧暦の3月・5月・6月の15日にはカーウガミ（井戸拝み）が行われている。しかし沖縄戦後、与座岳と八重瀬岳に連立するアメリカ軍基地が「ワーラーポイント」（水揚場）として占有し、住民は立ち入ることができなかった。水源地と水を奪われただけではなく、ガーの近隣にあったかつての居住地と湧き水地点まで、住居をゆるされなかったため、残された土地の再配分や水源の確保など、住民は多大なる労苦を強いられた。約30年におよぶ水源地解放運動によって与座区の人々に返還された。

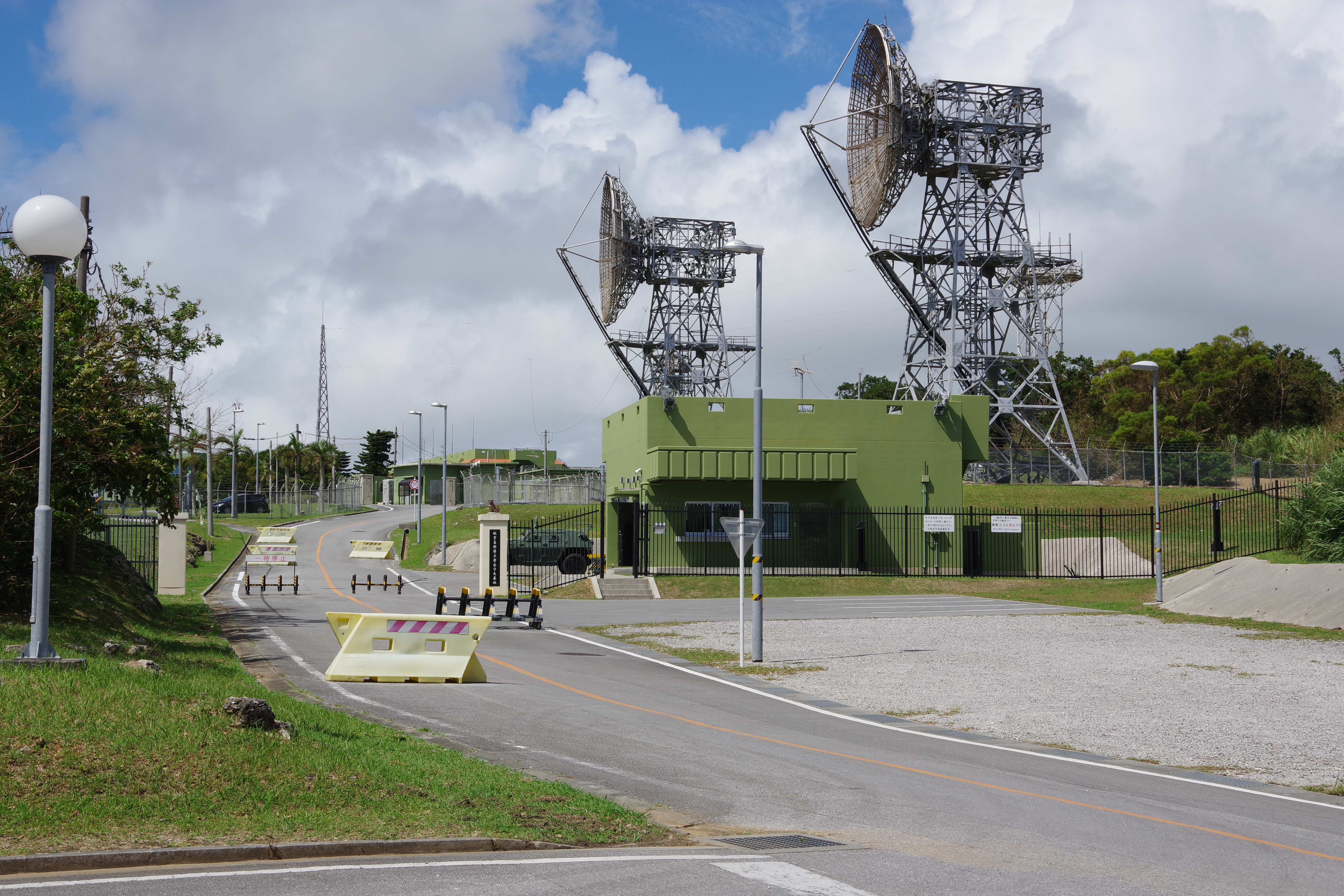
与座岳分屯基地

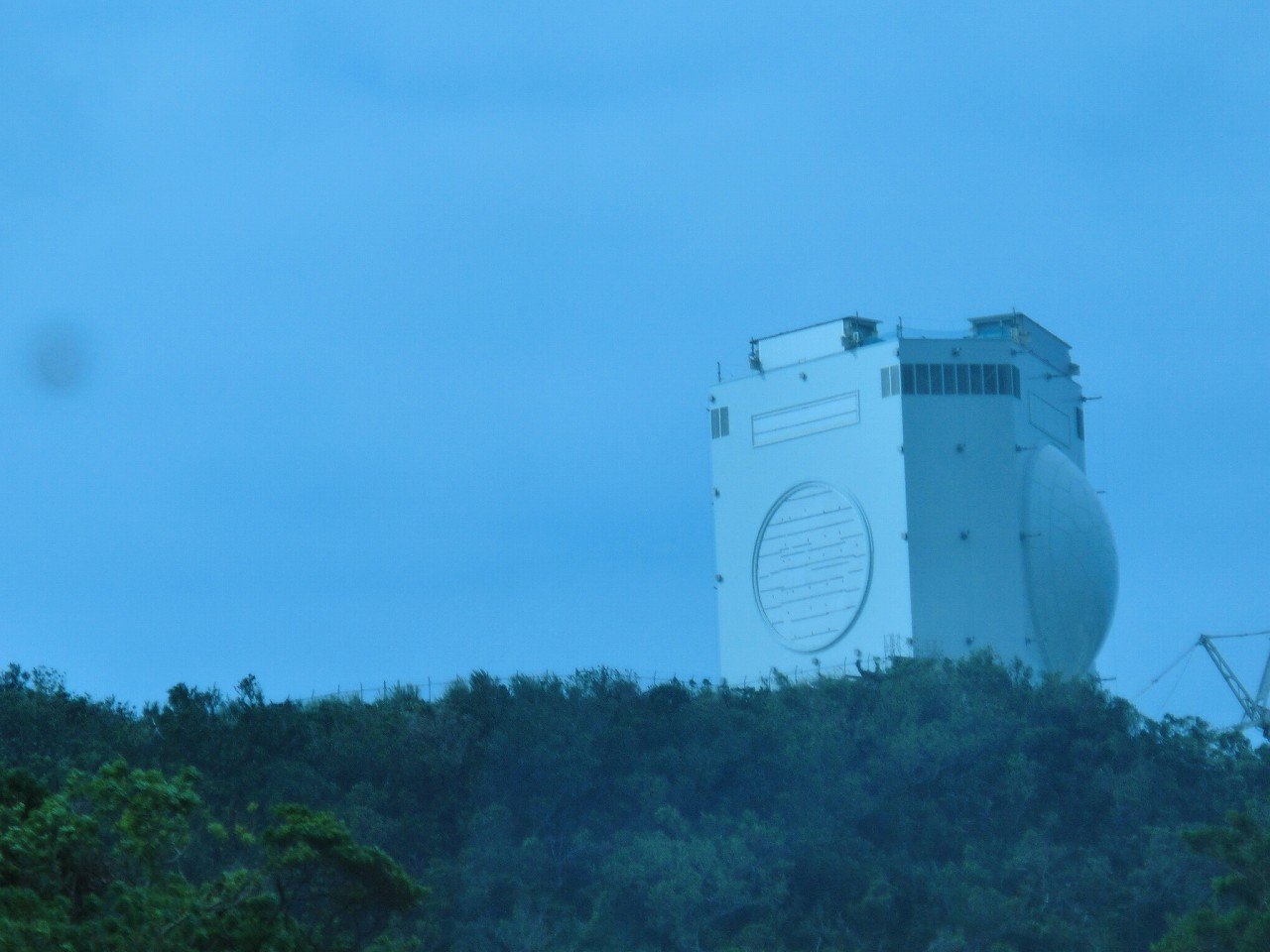
与座岳分屯基地のガメラレーダー（J/FPS-5レーダー）

## 航空自衛隊与座岳分屯地への移管
1972年5月15日: 沖縄返還にともない「与座岳航空通信施設」と併称変更され提供開始（使用主目的：航空警戒管制サイト）。9月20日、航空自衛隊から編成準備要員派遣され、10月1日に与座岳分遺隊（のちの与座岳分屯基地）が編成される。11月2日、3,000 ㎡が自衛隊に移管される。
- 1973年3月31日: 156,000 ㎡返還。
- 1974年: OHレーダーの建設に着工
- 1976年6月30日: 全部返還。
- 1987年2月5日: 管制施設等30 ㎡を地位協定2-4-(b)施設としてアメリカ空軍第18航空団（英語版）に提供。
  - 管理基地名: 航空自衛隊那覇基地
  - 使用部隊名: 第56警戒群、アメリカ空軍第18航空団第623戦術管制中隊（英語版）
  - 場所: 糸満市（字与座、字大里）東風平町（字富盛、字世名城）
  - 面積: 161,000 ㎡[5]

- 残りの沖縄に返還された土地は糸満市側は樹園地、東風平町側はゴルフ場となっている。